# Ecliptopera posticata
Ecliptopera posticata är en fjärilsart som beskrevs av Fabricius 1794. Ecliptopera posticata ingår i släktet Ecliptopera och familjen mätare. Inga underarter finns listade i Catalogue of Life.